# Hyloscirtus callipeza
Hyloscirtus callipeza là một loài ếch trong họ Nhái bén. Chúng là loài đặc hữu của Colombia.
Môi trường sống tự nhiên của nó là các khu rừng vùng núi ẩm nhiệt đới hoặc cận nhiệt đới, sông, vùng đồng cỏ, các đồn điền, vườn nông thôn, và các khu rừng trước đây bị suy thoái nặng nề. Loài này đang bị đe dọa do mất môi trường sống.